# Cirque du Soleil

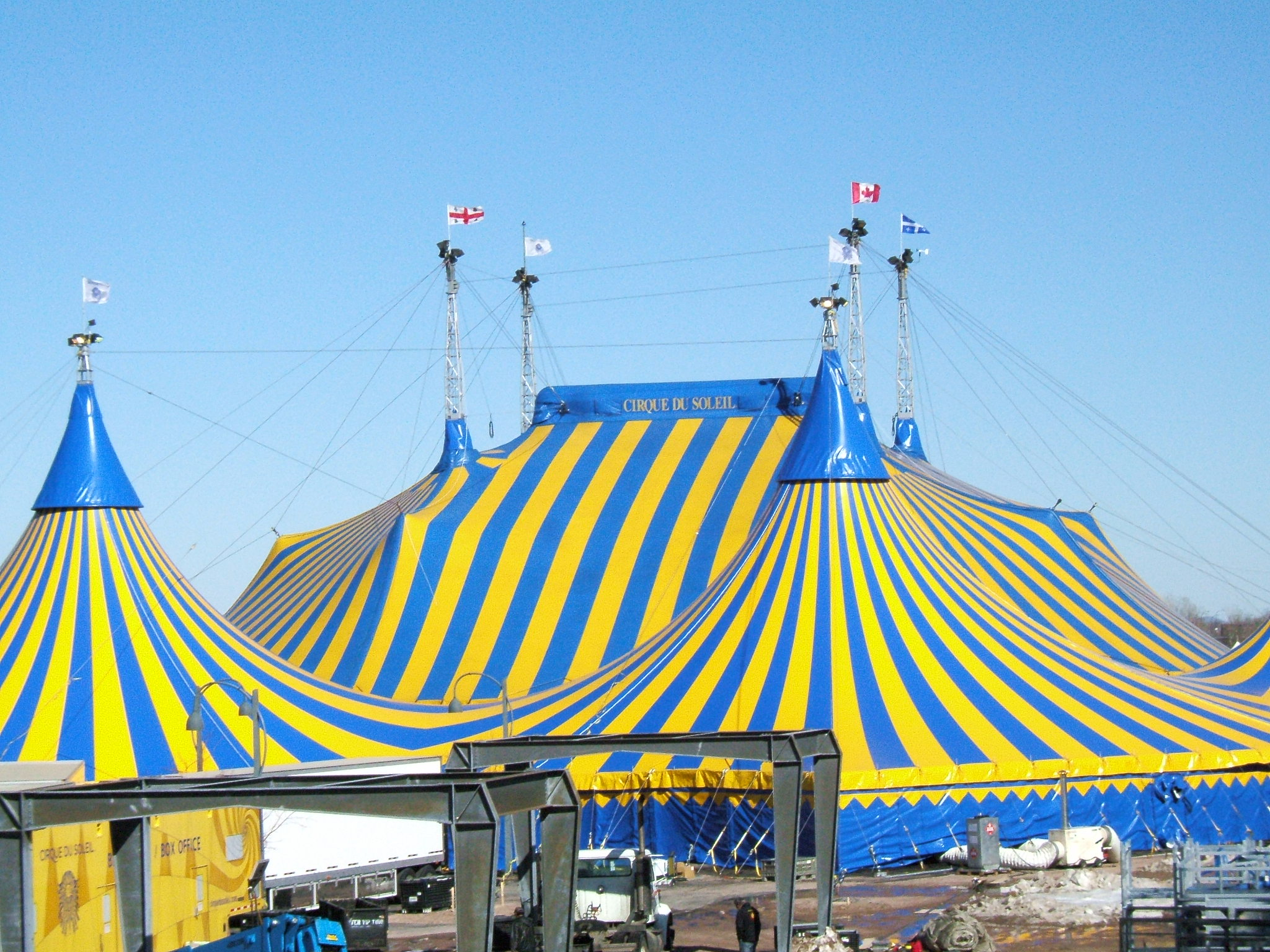
„Grand chapiteau“ v kanadském Montréalu

Cirque du Soleil (francouzsky „Sluneční cirkus“) je zábavní společnost založená v roce 1984 bývalými pouličními umělci Guyem Laliberté a Danielem Gauthierem a sídlící v Montréalu (Québec, Kanada). Gauthier společnost v roce 2003 opustil a nyní ji vede Laliberté. Cirkus sestává z několika souborů trvale usídlených a dalších cestujících po celém světě.
Cirque du Soleil je popisován jako moderní cirkus, kromě pozoruhodných vystoupení však klade důraz i na příběh svých představení. Vychází z tradice klasických cirkusů, nepoužívá ovšem ve svých vystoupeních zvířata, ale pouze lidské účinkující. Představení samotná obsahují prvky pouličních vystoupení, cirkusových představení, opery, baletu a rockové hudby. Ke každému představení je zvlášť složená působivá hudba, která se hraje naživo. Vynikají i velmi barevné a kreativní kostýmy.
Mezi zkušenými cirkusovými účinkujícími je považován za jeden z nejlepších světových cirkusů, zejména kvůli nadprůměrným platům i výhodám.
Cirque du Soleil vydal řadu DVD s představeními a soundtracků na CD; celovečerní film Alegría čerpající ze stejnojmenné živé show; a IMAXový film Journey of Man.
Zavítal i do České republiky. Poprvé se zde představil v tehdejší Sazka aréně s show Delirium v roce 2007. A tři roky na to v roce 2010 s jednou z nejstarších a nejúspěšnějších show Saltimbanco, ve které účinkuje i jeden český akrobat – Jakub Plšek. Roku 2012 zavítali do Prahy se show Alegría, roku 2013 s Michael Jackson:The Immortal World Tour a v roce 2017 pak s představením Varekai. V roce 2019 vystoupil soubor s představením Toruk a v roce 2023 přivezl Cirque du Soleil do pražské O2 arény show OVO. Na konci září 2024 opět v O2 aréně diváci shlédli představení Corteo.

## Produkce společnosti

### Cestující soubory
- Saltimbanco
- Alegría
- Quidam
- Nouvelle Expérience
- Dralion
- Varekai
- Corteo
- Delirium
- Koozå
- Ovo
- Banana Shpeel
- Totem
- Michael Jackson Immortal Tour (anglicky)

### Trvale usídlené soubory
- O v Bellagio, Las Vegas
- Mystère v Treasure Island, Las Vegas
- La Nouba ve Walt Disney World Resort, Lake Buena Vista, Florida
- Zumanity v New York-New York Hotel & Casino, Las Vegas
- Kà v MGM Grand, Las Vegas
- Love v The Mirage, Las Vegas
- Wintuk v Madison Square Gardens, New York City (sezónní)
- Zaia v The Venetian Macao, Cotai Strip, Macao
- Zed v Tokyo Disney Resort, Tokio, Japonsko
- Criss Angel Believe v Luxor, Las Vegas
- Viva Elvis v Aria Resort & Casino, Las Vegas

### Další díla
- Film: Journey of Man. (2000)
- Televizní show: Fire Within (2003) – získala cenu Emmy
- Televizní show: Solstrom (2004)
- Midnight Sun, unikátní show uvedená pouze jedinou noc jako součást Mezinárodního jazzového festivalu v Montrealu 11. července 2004.
- Remixové hudební album: „Solarium/Delirium“ (2005)
- Reflections in Blue, unikátní vodní show uvedená pouze jedinou noc jako součást otevíracích ceremonií pro Světový šampionát vodních sportů 2005 16. července 2005 v Montrealu.
- The Bar at the Edge of the Earth, společná produkce s Celebrity Cruises